# Stallklokrypare
Stallklokrypare (Allochernes powelli) är en spindeldjursart som först beskrevs av Kew 1916.  Stallklokrypare ingår i släktet Allochernes och familjen blindklokrypare. Arten har ej påträffats i Sverige. Inga underarter finns listade i Catalogue of Life.